# Perizoma puella
Perizoma puella là một loài bướm đêm trong họ Geometridae.